# Jacques Pills

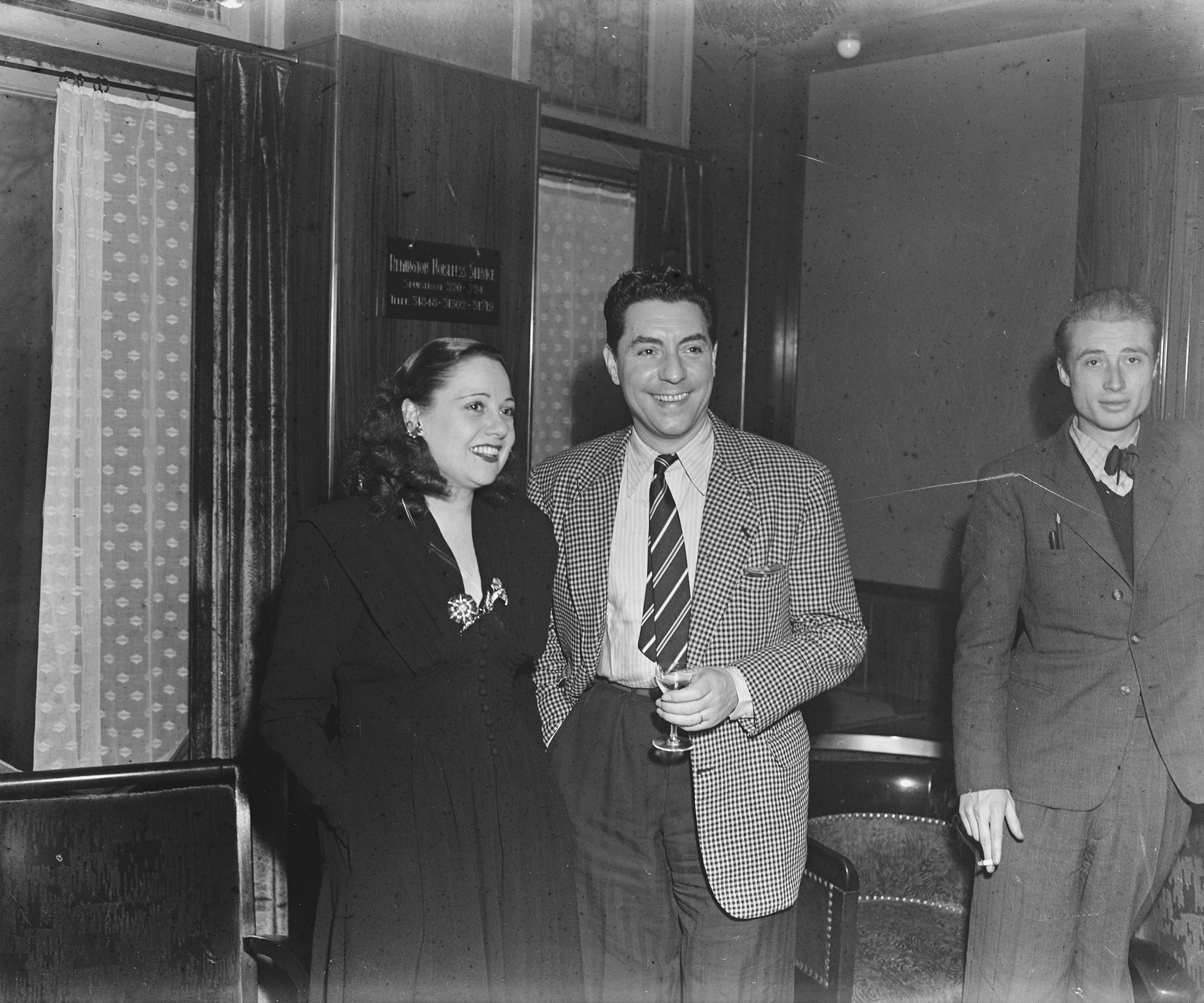
Jacques Pills mit seiner Ehefrau Lucienne Boyer im Dezember 1945

Jacques Pills (eigentl: René Ducos; * 7. Januar 1906 in Tulle; † 12. September 1970) war ein französischer Chanson- und Schlagersänger.

## Leben und Wirken
In den 1930er Jahren bildete Pills mit Georges Tabet das Gesangsduo Pills et Tabet. Unter anderem hatten sie Erfolg mit den Liedern Couchés dans le foin, Aux îles Hawaï, Un cabanon près de Toulon und On n’a pas besoin de la lune. 1939 trennte sich das Duo, und Ducos sang als Solist weiter.
1939 heiratete Pills die Sängerin Lucienne Boyer. Ihr gemeinsames Kind ist Eliane Ducos, die unter dem Künstlernamen Jacqueline Boyer 1960 den Grand Prix Eurovision de la chanson (Eurovision Song Contest) für Frankreich gewann. 1952 heiratete er die französische Sängerin Édith Piaf, von der er 1956 geschieden wurde.
Im Jahr 1959 vertrat er Monaco beim Grand Prix Eurovision mit dem Lied Mon ami Pierrot. Seine Tochter gewann den Grand Prix im folgenden Jahr.

## Diskografie
Alben
- 1941: Avec son ukulélé
- 1942: Sérénade Swing
- 1943: Cheveux dans le vent
- 1945: Seul dans la nuit
- 1945: Oh! La! La!